# 2015 (album)
2015 – album koncertowy rapera Miłosza „Miuosha” Boryckiego, dyrygenta i kompozytora Radzimira „Jimka” Dębskiego oraz Narodowej Orkiestry Symfonicznej Polskiego Radia w Katowicach. Dwupłytowe wydawnictwo ukazało się 17 czerwca 2015 roku nakładem wytwórni muzycznej Fandango Records. Na albumie znalazł się zapis koncertu nagranego w siedzibie Narodowej Orkiestry Symfonicznej Polskiego Radia przy placu Wojciecha Kilara 1 w Katowicach. Podczas koncertu został zaprezentowany autorski utwór Dębskiego oraz zaaranżowane przez niego piosenki pochodzące z albumów Boryckiego: Piąta strona świata (2011), Prosto przed siebie (2012) i Pan z Katowic (2014). 
Gościnnie w koncercie wzięli udział: raper Michał „Joka” Marten, znany z występów w zespole Kaliber 44 oraz wokalistka Katarzyna Golomska członkini duetu Lilly Hates Roses. Muzyk bluesowy Jan „Kyks” Skrzek wymieniony jako gość w utworze „Piąta strona świata” w rzeczywistości nie wziął udział w nagraniach, gdyż zmarł w niespełna dwa miesiące przed jego produkcją. Ostatni z utworów na albumie - „Cisza” został zadedykowany jego pamięci. 
Album dotarł do 5. miejsca polskiej listy przebojów – OLiS i uzyskał certyfikat złotej płyty.

## Lista utworów
Opracowano na podstawie materiału źródłowego.
| CD 1. „Crux” (muzyka, aranżacja: Radzimir „Jimek” Dębski) 2. „Corona” (muzyka: Fleczer, aranżacja: Radzimir „Jimek” Dębski) 3. „Więcej niż możesz” (muzyka: Emdeka, aranżacja: Radzimir „Jimek” Dębski) 4. „Bawełna” (muzyka: Dubas, aranżacja: Radzimir „Jimek” Dębski) 5. „Nie mamy skrzydeł” (muzyka: Emdeka, aranżacja: Radzimir „Jimek” Dębski) 6. „Jerycho” (muzyka: Sherlock, aranżacja: Radzimir „Jimek” Dębski) 7. „Rio” (muzyka: Fleczer, aranżacja: Radzimir „Jimek” Dębski) 8. „Za tobą” (muzyka: Eljot Sounds, gościnnie: Katarzyna Golomska, aranżacja: Radzimir „Jimek” Dębski) 9. „Dowód” (muzyka: Tdk, aranżacja: Radzimir „Jimek” Dębski) 10. „Absynt” (muzyka: Foux, aranżacja: Radzimir „Jimek” Dębski) 11. „Reprezent” (muzyka: Minor, gościnnie: Michał „Joka” Marten, aranżacja: Radzimir „Jimek” Dębski) 12. „Piąta strona świata” (muzyka: Emdeka, gościnnie: Jan „Kyks” Skrzek, aranżacja: Radzimir „Jimek” Dębski) 13. „Cisza (Jan „Kyks” Skrzek tribute)” (muzyka: J. Cole, Nate Jones, aranżacja: Radzimir „Jimek” Dębski) |  | DVD 1. Zapis wideo koncertu 2. Film dokumentalny pt. „Parę dni w KTW” 3. Materiały dodatkowe |